# 田中ミキ
田中 ミキ（たなか ミキ、1997年11月2日 - ）は、日本の女子プロレスラー。本名：田中 未来（たなか みき）。

## 所属
- Marvelous（2017年 - 2018年）

## 来歴・戦績
2016年
- Marverousに入門[2]。

2017年
- 4月15日、晴海客船ターミナルホールでの1周年記念興行にてセミ前として対高橋奈七永戦でデビュー、冷蔵庫爆弾で敗れる[3]。
- 11月12日、晴海客船ターミナルホール大会での「男と女の血まなこ争奪戦～年末ジャンボ宝くじ争奪バトル～」と題したバトルロイヤルで初勝利[4]。

2018年
- 6月10日、「3度のドロップアウト、他団体への参戦試合の無断放棄」を理由にMarverousを除名、退団となった事が同団体の公式Twitterで発表された[5][6]。

## 入場テーマ曲
- うれしい!たのしい!大好き!（DREAMS COME TRUE）